# Timo Bernhard
Timo Bernhard (ur. 24 lutego 1981 w Homburg) – niemiecki kierowca wyścigowy.

## Życiorys
Bergmeister rozpoczął karierę w międzynarodowych wyścigach samochodowych w 1998 roku od startów w Niemieckiej Formule Ford 1800, gdzie odniósł jedno zwycięstwo. Został sklasyfikowany na szóstej pozycji w klasyfikacji generalnej. W późniejszych latach Niemiec pojawiał się także w stawce Niemieckiego Pucharu Porsche Carrera, American Le Mans Series, FIA GT Championship, Porsche Supercup, Grand American Rolex Series, 24h Nürburgring, 24-godzinnego wyścigu Le Mans, VLN Endurance, Le Mans Series, Intercontinental Le Mans Cup, FIA World Endurance Championship, Blancpain Endurance Series oraz United Sports Car Championship .

## Wyniki

### 24h Le Mans
| Rok  | Zespół                                      | Partnerzy                      | Samochód            | Klasa   | Okr. | Poz. | Klasa Pos. |
| ---- | ------------------------------------------- | ------------------------------ | ------------------- | ------- | ---- | ---- | ---------- |
| 2002 | The Racer's Group                           | Kevin Buckler Lucas Luhr       | Porsche 911 GT3-RS  | GT      | 322  | 16th | 1st        |
| 2003 | The Racer's Group                           | Kevin Buckler Jörg Bergmeister | Porsche 911 GT3-RS  | GT      | 304  | 20th | 5th        |
| 2005 | Petersen Motorsports White Lightning Racing | Jörg Bergmeister Patrick Long  | Porsche 911 GT3-RSR | GT2     | 331  | 11   | 2          |
| 2009 | Audi Sport Team Joest                       | Romain Dumas Alexandre Prémat  | Audi R15 TDI        | LMP1    | 333  | 17   | 13         |
| 2010 | Audi Sport North America                    | Romain Dumas Mike Rockenfeller | Audi R15 TDI plus   | LMP1    | 397  | 1    | 1          |
| 2011 | Audi Sport Team Joest                       | Romain Dumas Mike Rockenfeller | Audi R18 TDI        | LMP1    | 116  | NU   | NU         |
| 2013 | Porsche AG Team Manthey                     | Patrick Pilet Jörg Bergmeister | Porsche 911 RSR     | GTE Pro | 315  | 16   | 2          |
| 2014 | Porsche Team                                | Brendon Hartley Mark Webber    | Porsche 919 Hybrid  | LMP1-H  | 346  | NS   | NS         |
| 2015 | Porsche Team                                | Brendon Hartley Mark Webber    | Porsche 919 Hybrid  | LMP1    | 394  | 2    | 2          |